# Campeonato Europeu de Patinação Artística no Gelo de 1938
O Campeonato Europeu de Patinação Artística no Gelo de 1938 foi a trigésima sétima edição do Campeonato Europeu de Patinação Artística no Gelo, um evento anual de patinação artística no gelo organizado pela União Internacional de Patinação (em inglês:  International Skating Union) onde os patinadores artísticos competem pelo título de campeão europeu. Nesta edição as competições individuais masculina e feminina foram disputadas na cidade de St. Moritz, Suíça; e a competição de duplas foi disputada na cidade de Opava, Tchecoslováquia.

## Eventos
- Individual masculino
- Individual feminino
- Duplas

## Medalhistas
| Evento                        | Ouro                                 | Prata                                | Bronze                               |
| Individual masculino detalhes | Felix Kaspar · Áustria               | Graham Sharp · Reino Unido           | Herbert Alward · Áustria             |
| Individual feminino detalhes  | Cecilia Colledge · Reino Unido       | Megan Taylor · Reino Unido           | Emmy Putzinger · Áustria             |
| Duplas detalhes               | Maxi Herber · Ernst Baier · Alemanha | Ilse Pausin · Erich Pausin · Áustria | Inge Koch · Günther Noack · Alemanha |

## Resultados

### Individual masculino
| Pos.              | Nome             | Nacionalidade |
| ----------------- | ---------------- | ------------- |
| Medalha de ouro   | Felix Kaspar     | Áustria       |
| Medalha de prata  | Graham Sharp     | Reino Unido   |
| Medalha de bronze | Herbert Alward   | Áustria       |
| 4                 | Horst Faber      | Alemanha      |
| 5                 | Elemér Terták    | Hungria       |
| 6                 | Freddie Tomlins  | Reino Unido   |
| 7                 | Edi Rada         | Áustria       |
| 8                 | Günther Lorenz   | Alemanha      |
| 9                 | Per Cock-Clausen | Dinamarca     |

### Individual feminino
| Pos.              | Nome                  | Nacionalidade   |
| ----------------- | --------------------- | --------------- |
| Medalha de ouro   | Cecilia Colledge      | Reino Unido     |
| Medalha de prata  | Megan Taylor          | Reino Unido     |
| Medalha de bronze | Emmy Putzinger        | Áustria         |
| 4                 | Maxi Herber           | Alemanha        |
| 5                 | Lydia Veicht          | Alemanha        |
| 6                 | Angela Anderes        | Suíça           |
| 7                 | Gladys Jagger         | Reino Unido     |
| 8                 | Eva Nyklova           | Tchecoslováquia |
| 9                 | Hanne Niernberger     | Áustria         |
| 10                | Daphne Walker         | Reino Unido     |
| 11                | Pamela Stephany       | Reino Unido     |
| 12                | Lissy König           | Áustria         |
| 13                | Nadine Szilassy       | Hungria         |
| 14                | Susi Demoll           | Alemanha        |
| 15                | Inge Manger           | Suíça           |
| 16                | Jacqueline Bossoutrot | França          |
| 17                | Zdenka Porgesova      | Tchecoslováquia |

### Duplas
| Pos.              | Nome                                       | Nacionalidade   |
| ----------------- | ------------------------------------------ | --------------- |
| Medalha de ouro   | Maxi Herber / Ernst Baier                  | Alemanha        |
| Medalha de prata  | Ilse Pausin / Erich Pausin                 | Áustria         |
| Medalha de bronze | Inge Koch / Günther Noack                  | Alemanha        |
| 4                 | Piroska Szekrényessy / Attila Szekrényessy | Hungria         |
| 5                 | Stephanie Kalusz / Erwin Kalusz            | Polônia         |
| 6                 | A. Wachter / Fritz Lesk                    | Tchecoslováquia |

## Quadro de medalhas
| Ordem | País        | Medalha de ouro | Medalha de prata | Medalha de bronze |   | Ordem por total |
| ----- | ----------- | --------------- | ---------------- | ----------------- | - | --------------- |
| 1     | Reino Unido | 1               | 2                |                   | 3 | 2               |
| 2     | Áustria     | 1               | 1                | 2                 | 4 | 1               |
| 3     | Alemanha    | 1               |                  | 1                 | 2 | 3               |
| TOTAL | TOTAL       | 3               | 3                | 3                 | 9 | —               |